# Tical Ø: The Prequel
Albums de Method Man
Tical 2000: Judgement Day
(1998) 4:21... The Day After
(2006)
Singles
1. What's Happenin'
Sortie : 30 mars 2004
2. Rodeo
Sortie : 27 juillet 2004
3. The Show
Sortie : 14 septembre 2004

Tical Ø: The Prequel est le troisième album studio de Method Man, membre du Wu-Tang Clan, sorti le 18 mai 2004.
L'album s'est classé 1er au Top R&B/Hip-Hop Albums, 2e au Billboard 200 et 3e au Canadian Albums Chart. Malgré une certification de disque d'or de la RIAA, l'album n'a pas rencontré pas le même succès que les précédents. La production exécutive a été assurée par Diddy et Method Man avouera à la sortie de l'album qu'il était déçu du travail accompli.

## Liste des titres
| No  | Titre                                                                                             | Auteur | Contient un (des) sample(s) de                                       | Durée |
| --- | ------------------------------------------------------------------------------------------------- | --- | -------------------------------------------------------------------- | ----- |
| 1.  | Intro (Produit par Yogi, Rich Mae)                                                                | R. Diggs, J. Graham |                                                                      | 1:01  |
| 2.  | The Prequel (featuring Streetlife – Produit par Rick Rock)                                        | C. Smith, P. Charles, R. Thomas |                                                                      | 2:07  |
| 3.  | Say What (featuring Missy Elliott et Sean « Puffy » Combs – Produit par Sean Combs et Tony Dofat) | C. Smith, M. Elliot, S. Combs, T. Dofat, J. Baker, K. Davis, K. Jones, F. Scruggs, T. Taylor, L. Wiggins, M. Wilson, S. Manne, C. Martin |                                                                      | 4:11  |
| 4.  | What's Happenin' (featuring Busta Rhymes – Produit par DJ Scratch)                                | C. Smith, T. Smith, A. Bakshi, H. Jordan, R.D. Burman                                                                                    | Dum Maro Dum d'Asha Bhosle et Usha Iyer Bring the Pain de Method Man | 3:52  |
| 5.  | The Motto (Produit par Lee Stone et Nashiem Myrick)                                               | C. Smith, L. Stone, N. Myrick | So Glad You're Mine des Chairmen of the Board                        | 3:24  |
| 6.  | We Some Dogs (featuring Denaun Porter, Redman et Snoop Dogg – Produit par Denaun Porter)          | C. Smith, C. Broadus, R. Noble, D. Porter, M. Chavarria                                                                                  | Movin' on Up (Theme From the Jeffersons) de Ja'net DuBois            | 4:30  |
| 7.  | The Turn (featuring Raekwon – Produit par RZA)                                                    | C. Smith, C. Woods, R. Diggs, W. Davidson, M. Davies, J. Goodison, A. Hiller                                                             | Where Are You Going to My Love de Smokey Robinson and The Miracles   | 3:01  |
| 8.  | Tease (featuring Chinky – Produit par No I.D.)                                                    | C. Smith, D. Wilson, M. Bennett, T. Burgess, P. Williams                                                                                 | 'Cause I Love You de Lenny Williams                                  | 4:50  |
| 9.  | Rodeo (featuring Ludacris – Produit par Boogz)                                                    | C. Smith, C. Bridges, J. Gwin, B. Mabry                                                                                                  | If I'm in Luck I Might Get Picked Up de Betty Davis                  | 2:57  |
| 10. | Baby Come On (featuring Kardinal Offishall – Produit par DJ Fafu)                                 | C. Smith, J. Harrow, M. Plfaflin |                                                                      | 4:01  |
| 11. | Who Ya Rollin Wit (featuring Shawnna et Streetlife – Produit par Jelly Roll)                      | C. Smith, D. Drew, R. Buggs |                                                                      | 4:26  |
| 12. | Never Hold Back (featuring E3 et Saukrates – Produit par E3)                                      | C. Smith, A. Wailoo, E. Hall |                                                                      | 3:05  |
| 13. | The Show (Produit par Self)                                                                       | C. Smith, E. Hinson, C. Hawkins, B. Mink, M. Deller                                                                                      | Nobody at All de FM                                                  | 2:30  |
| 14. | Act Right (Produit par Rockwilder)                                                                | C. Smith, D. Stinson |                                                                      | 3:17  |
| 15. | Afterparty (featuring Ghostface Killah – Produit par Q)                                           | C. Smith, D. Coles, Q. Goodman, C. Horne, J. Pruitt, A. Tilmon                                                                           | I Just Don't Know About This Girl of Mine des Detroit Emeralds       | 3:12  |
| 16. | Crooked Letter I (featuring Denaun Porter et Streetlife – Produit par Denaun Porter)              | C. Smith, D. Porter, M. Chavarria |                                                                      | 3:48  |
| 17. | Well All Rite Cha (featuring Black Ice – Produit Yogi, Rich Mae)                                  | L. Manson, J. Graham |                                                                      | 1:01  |

| 18. | Uh Huh (Produit par Nottz)             | Flashbacks Nigger Woman de Tommy Butler Two, Three, Break des B-Boys Remix for P Is Free des Boogie Down Productions Top Billin' d'Audio Two Uptown Anthem de Naughty by Nature | 4:15 |
| 19. | Let's Do It (Produit par Scott Storch) | | 4:35 |